# Fraser Forster
Fraser Forster (ur. 17 marca 1988 w Hexham) – angielski piłkarz grający na pozycji bramkarza w Tottenham Hotspur. W latach 2013–2016 reprezentant Anglii. Uczestniczył w Mistrzostwach Świata 2014, oraz Mistrzostwach Europy 2016. Wychowanek Newcastle United. 

## Młodość i początki kariery
Forster urodził w Hexham, jest synem Briana Clive’a Forstera i uczęszczał do Royal Grammar School w miejscowości Newcastle. Przed tym, jak w wieku trzynastu lat zaczął występować na pozycji bramkarza, wcześniej grywał w rugby, bądź krykieta. Początkowo twierdzono, że jego niski wzrost nie pomaga mu w grze jako bramkarz, jednak w wieku piętnastu lat znacznie podrósł i podpisał kontrakt z Newcastle United.

## Kariera klubowa

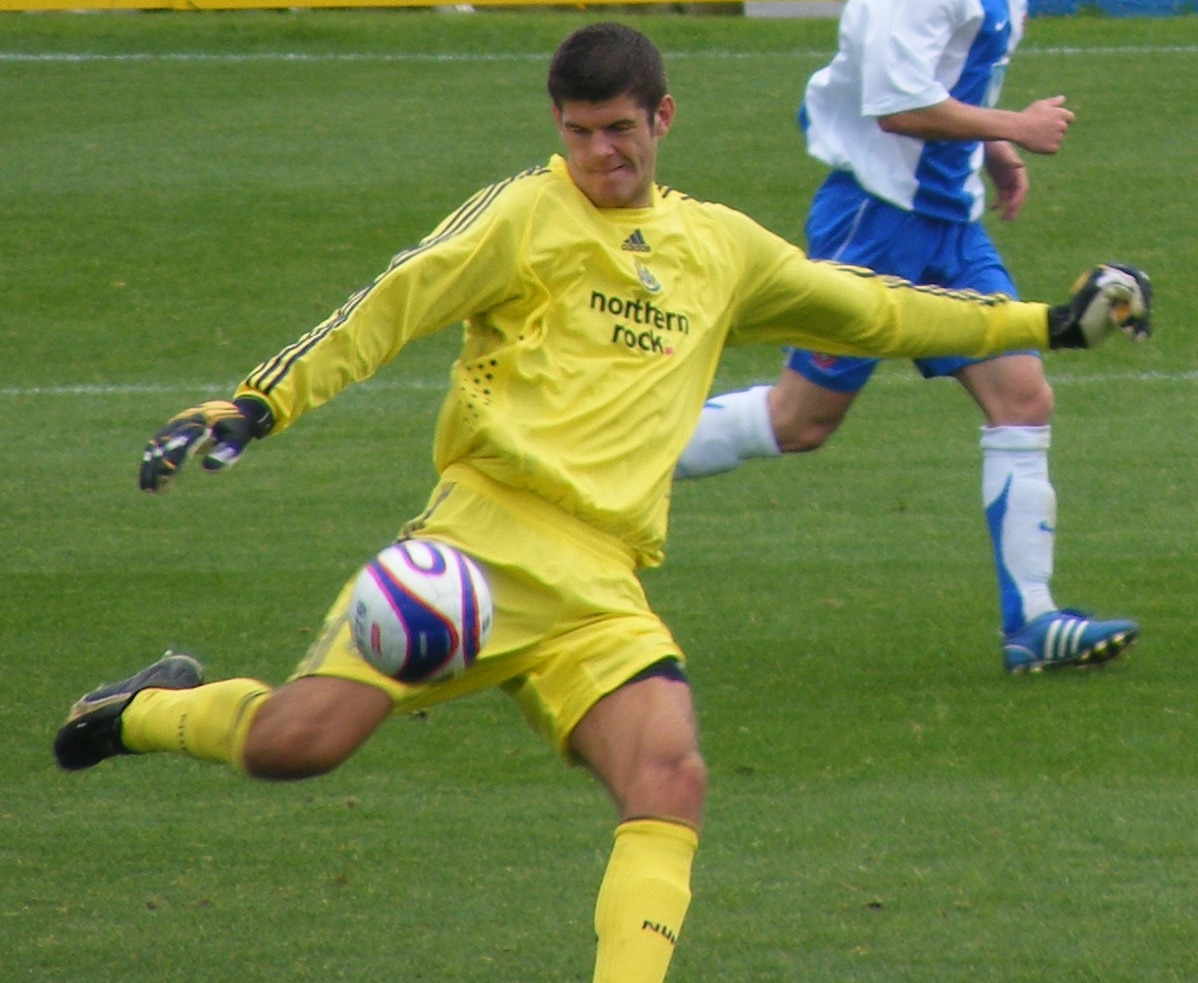
Forster w barwach Newcastle United

### Newcastle
Do akademii Newcastle dołączył w 2005 roku, a już rok później stał się członkiem dorosłej drużyny. W sezonie 2007/2008 Forster był trzecim bramkarzem drużyny. Miał okazję do gry tylko w zespole rezerw. Przez sześć lat nigdy nie dostał szansy debiutu w dorosłej drużynie.

#### Wypożyczenie do Stockport County
Przed startem nowego sezonu po powrocie Tima Krula z wypożyczenia i pełnej sprawności Shaya Givena, Forster ponownie nie był brany pod uwagę przy wyborze składu.
2 października 2008 roku został wypożyczony do Stockport County, z powodu nieobecności podstawowego bramkarza Owaina Fon Williamsa, który był powołany na mecz kadrowy. Zadebiutował pięć dni później w przegranym pucharowym meczu 0:1 z Bury. 11 października zagrał po raz pierwszy w meczu ligowym z Southend United (1:1). Łącznie wystąpił w sześciu ligowych spotkaniach, trzykrotnie zachowując czyste konto.

#### Wypożyczenie do Bristol Rovers
31 lipca 2009 roku Forster został wypożyczony do Bristol Rovers. Przez cały pobyt zagrał tylko w czterech meczach, gdzie dwukrotnie nie wpuścił gola. Bristol złożyło zapytanie o możliwość przedłużenia umowy, jednak Norwich także przedstawiło ofertę, która została uznana za atrakcyjniejszą i ostatecznie zaakceptowana przez Newcastle. Menedżer Paul Trollope był bardzo rozczarowany, ponieważ chciał żeby Forster stał pomiędzy słupkami w jego drużynie. Pomimo tego faktu dodał: "Fraser ma przed sobą wielką karierę".

#### Wypożyczenie do Norwich City
Menedżer Norwich City – Paul Lambert dostrzegł potencjał Forstera, więc chciał sprawdzić jak spisze się na krótkim wypożyczeniu. 26 września 2009 roku bramkarz został ukarany czerwoną kartką za faul na Curtisie Westonie w polu karnym. W dniu 20 listopada Norwich ogłosiło, że zgodziło się zawrzeć umowę z Newcastle o przedłużenie wypożyczenia do końca sezonu. Dostał także pozwolenie na rozgrywanie meczów pucharowych. W listopadzie został mianowany najlepszym piłkarzem w ekipie Kanarków. 17 kwietnia 2010 roku Norwich uzyskało awans po zwycięstwie nad Charlton Athletic 1:0, a Forster popisał się dwoma znakomitymi interwencjami po uderzeniach Nicky'ego Baileya, oraz Deona Burtona. Tydzień później kolejne trzy zdobyte punkty, zagwarantowały drużynie tytuł mistrzowski. Zawodnik za wkład jaki włożył w grę dla drużyny został mianowany piłkarzem roku, oraz zajął drugie miejsce pod tym względem ze strony fanów. Otrzymał także Złote Rękawice League One za największą ilość czystych kont (18 w 38 meczach ligowych), a licząc wszystkie rozgrywki rozegrał 42 spotkania, w których 20-krotnie nie dał sobie strzelić gola.

### Celtic F.C.
24 sierpnia 2010 roku Forster został wypożyczony do Celticu. Zadebiutował w wygranym 1-0 meczu z Motherwell, zachowując czyste konto. Następnie wystąpił we wszystkich meczach Celtiku w sezonie, opuszczając jedynie dwa mecze w pucharach krajowych. Był to bardzo udany sezon, ponieważ wraz ze szkockim klubem zdobył swoje pierwsze trofeum w karierze – Puchar Szkocji. Wystąpił także w przegranym finałowym spotkaniu Pucharu Ligi Szkockiej przeciwko Rangers. W 44 rozegranych meczach nie wpuścił gola przez 24 spotkania, bijąc rekord z sezonu 2001/2002.
Po powrocie do Newcastle, Forster znalazł się w kadrze na mecze przedsezonowe. Został także powołany do składu meczowego na ligowe spotkanie z Arsenalem. 17 sierpnia 2011 roku ponownie został wypożyczony do Celticu. Pomógł drużynie zremisować 0-0 ze Sionem w meczu eliminacyjnym do Ligi Europejskiej. Choć w drugim meczu Celtic uległ 3-1, to za sprawą walkowera awansował do dalszej rundy. Forster wystąpił we wszystkich meczach grupowych. W sezonie 2011/12 powtórzył sukcesy sprzed roku, oraz został wybrany najlepszym bramkarzem w Szkocji. Ponownie odniósł triumf, zostając mistrzem kraju. W pucharach krajowych Celtowie zostali wyeliminowani przez Hearts (półfinał Pucharu Szkocji) i przegrali w finale Pucharu Ligi Szkockiej z Kilmarnock. Forster miał bardzo duży wkład w mistrzowski tytuł, gdzie między innymi 29 grudnia 2011 roku podczas ligowego starcia z Hearts obronił rzut karny w 90. minucie wykonywany przez Eggerta Jonsonna, ratując tym samym wynik meczu. Wraz z Łukaszem Załuską zachował 25 czystych kont w ligowych zmaganiach (21 należało do Forstera). W sumie rozegrał 47 spotkań, w których zachował 26 czystych kont.
W czerwcu 2012 roku ogłoszono, że Forster podpisał stały kontrakt z Celtikiem. Kwota transferu wyniosła ok. 2 mln funtów.
| "Cieszę się, że będę w Celticu przez najbliższe cztery lata i dodam, że trener Neil Lennon we mnie wierzy, znacząco mi pomógł, obdarzył mnie wielkim zaufaniem. Ostatnie dwa lata które tutaj spędziłem były fantastyczne. "—Fraser Forster, wypowiedź po transferze do Celticu. |

Menedżer Neil Lennon skomentował transfer bramkarza mówiąc: Forster to zawodnik najwyższej klasy i wielkie wzmocnienie drużyny.
7 listopada 2012 roku wystąpił w wygranym meczu Ligi Mistrzów z hiszpańską Barceloną, gdzie zanotował asystę przy drugiej bramce, a także został wybrany najlepszym graczem tego spotkania. Hiszpańska prasa, będąc pod wrażeniem nazwała go "La Gran Muralla" (Wielka ściana/Wielki mur). Podczas meczu ligowego z Dundee United w lutym 2012 roku jego parada po strzale Gary'ego Harkinsa została wybrana interwencją sezonu. 26 maja 2013 roku rozegrał cały mecz w wygranym 3-0 finale Pucharu Szkocji z Hibernian. Pobił także rekord Ligi Szkockiej jeśli chodzi o liczbę minut bez straconej bramki. Udało mu się nie wpuścić gola przez 1215 minut.
Celtic z Forsterem w składzie ponownie zakwalifikował się do rozgrywek Ligi Mistrzów i tak jak w poprzednim sezonie znalazł się w grupie z Barceloną, a oprócz Dumy Katalonii dołączyły drużyny Ajaxu Amsterdam, oraz AC Milanu. Pomimo porażki z Blaugraną 0:1 13 października 2013 roku, Forster ponownie zachwycił kilkoma doskonałymi interwencjami, a szczególnie obroną w końcówce meczu, kiedy to obronił strzał Neymara i dobitkę Alexisa Sancheza.
Podczas kampanii ligowej w sezonie 2013/14 Forster swoimi dobrymi występami sprawił, iż został powołany do kadry narodowej, a chęć kupna bramkarza wyraziły takie drużyny jak: Manchester United i Manchester City. Neil Lennon skomentował te oferty: "Trudno będzie zatrzymać Frasera, z tak dobrą grą. Nie ulega wątpliwości, że wkrótce wielki klub złoży bardzo dużą ofertę". W dniu 2 lutego 2014 roku ustanowił nowy rekord klubowy, zachowując 11 czystych kont z rzędu, bijąc tym samym osiągnięcie należące do Charliego Shawa.
22 lutego pobił osiągnięcie Bobbyego Clarka, który wynosił 1155 minut bez wpuszczonej bramki, natomiast Forster mając na koncie taką samą liczbę zachował czyste konto, czym ustanowił nowy rekord. Forster ponownie wywalczył mistrzowski tytuł, oraz został wyróżniony indywidualnie. Znalazł się w drużynie roku wraz z dwoma kolegami z drużyny: Virgilem van Dijkiem i Krisem Commonsem.
Po spekulacjach dotyczących transferu do Southampton, Forster zagrał w dwumeczu kwalifikacyjnym do Ligi Mistrzów przeciwko Legi Warszawa. W pierwszym meczu Celtic uległ 1:4, a Forster obronił rzut karny wykonywany przez Ivicę Vrdoljaka. W drugim starciu za sprawą walkowera szkocki klub awansował do dalszej rundy. Były to zarazem dwa ostatnie spotkania Forstera w barwach Celtiku. Łącznie wystąpił w 197 meczach zachowując 101 czystych kont.

### Southampton
8 sierpnia 2014 roku przeniósł się do Southampton. Angielski klub zapłacił za bramkarza 10 milionów funtów. Z klubem związał się 4-letnią umową. Zadebiutował 17 sierpnia w przegranym meczu z Liverpoolem. Tydzień później zachował czyste konto w bezbramkowym spotkaniu z West Bromwich Albion. Do połowy października w ośmiu meczach zachował cztery czyste konta i wpuścił zaledwie pięć bramek, tracąc w tym czasie najmniej goli w Premier League. W listopadowym meczu z Aston Villą popełnił pierwszy błąd, prowadzący do utraty bramki. Miesiąc później ponownie zawinił przy utracie bramki w pucharowym meczu przeciwko Sheffield United.
Forster został jednak mocno pochwalony przez menedżera Ronalda Koemana, który powiedział:"On jest wspaniałym bramkarzem i nie zmienia tego jeden błąd". Do 7 lutego 2015 roku Southampton zajmowało trzecie miejsce w tabeli, po zwycięstwie nad Queens Park Rangers 1:0. Forster pomógł drużynie, broniąc groźnie strzały ze strony Charliego Austina. To spotkanie było jedenastym meczem bez wpuszczonej bramki, co czyniło Forstera najlepszym bramkarzem w lidze pod tym względem. W kwietniu 2015 roku podczas meczu z Burnley doznał poważnej kontuzji kolana, która wykluczyła go z gry do końca sezonu. Ronald Koeman stwierdził: "Szkoda Forstera – to wyglądało bardzo źle, a lekarze nie byli pozytywnej myśli". W 30 występach na poziomie Premier League zachował 13 czystych kont i zajął drugie miejsce w tej klasyfikacji za Joe Hartem. Za sprawą dobrych wyników Święci zajęli siódme miejsce i zakwalifikowali się do Ligi Europy.
Na boisko powrócił dopiero w styczniu 2016 roku zachowując czyste konto w wygranym 2:0 starciu z drużyną Watfordu. Następnie w kolejnych pięciu spotkaniach nikt nie był w stanie strzelić mu bramki, i tym samym ustanowił nowy rekord klubowy nie tracąc gola przez 708 minut. W swoim występie przeciwko Arsenalowi (0:0) obronił 11 strzałów, choć niektóre statystyki podają, że było ich 10, pomagając w zdobyciu ważnego punktu. Forster został pochwalony przez menedżera Kanonierów Arsena Wengera, oraz brytyjską prasę i media za heroiczną postawę. Jego seria sześciu meczów bez wpuszczonej bramki została przerwana w następnym spotkaniu przeciwko Chelsea, gdzie dwukrotnie wyjmował piłkę z siatki, a przy obu golach mógł zachować się lepiej. Zdobył nagrodę dla najlepszego piłkarza Premier League za miesiąc luty. 13 maja 2016 roku przedłużył umowę z klubem do 2021 roku.

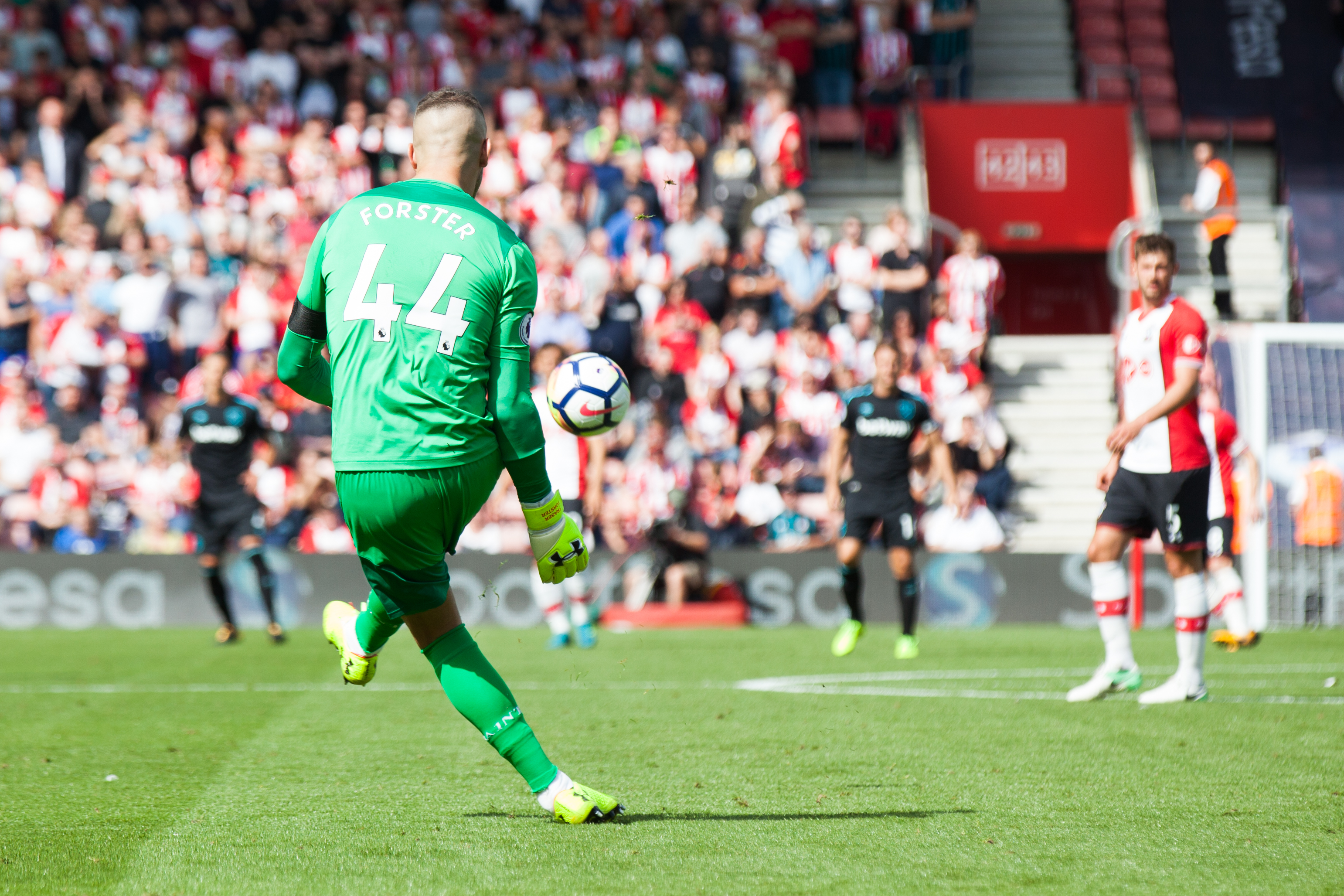
Fraser Forster wykopujący piłkę

Przed rozpoczęciem sezonu 2016/2017 Forster otrzymał na koszulce numer "1", który dotychczas nosił Kelvin Davis. Pod wodzą nowego trenera Claude’a Puela Southampton zdobyło tylko jeden punkt w trzech spotkaniach ligowych, ale od połowy września Forster zachował pięć czystych kont we wszystkich rozgrywkach. Za sprawą dobrej gry w obronie Święci pchali się w górę tabeli, zajmując ósme miejsce. Potem jednak angielski bramkarz był krytykowany za występy, w których dość często przytrafiały mu się proste błędy. 3 grudnia w przegranym 0:3 meczu ligowym z Crystal Palace Forster chcąc wybić piłkę nie trafił w nią, po czym futbolówkę do siatki skierował Christian Benteke. Ustanowił też niechlubną liczbę, jeżeli chodzi o procent obronionych strzałów, notując najmniejszą skuteczność spośród wszystkich bramkarzy Premier League, obok Claudio Bravo z Manchesteru City. Znacznie lepiej spisywał się w rozgrywkach Pucharu Ligi Angielskiej, gdzie pomógł drużynie dotrzeć do finału. Ponadto nie wpuścił gola w spotkaniu z Arsenalem, oraz w dwumeczu z Liverpoolem. Dopiero w finale Święci musieli uznać wyższość Manchesteru United, przegrywając 2:3. 7 maja 2017 roku Forster podczas meczu ligowego z Liverpoolem (0:0) obronił rzut karny wykonywany przez Jamesa Milnera. Ponadto został wybrany graczem tego spotkania. Bramkarz Świętych zajął 3. miejsce w klasyfikacji Złotej Rękawicy Premier League – notując 14 czystych kont. Wyprzedzili go tylko Thibaut Courtois (16 czystych kont) i Hugo Lloris (15 meczów bez wpuszczonej bramki). 19 lipca podpisał nowy 5-letni kontrakt z klubem. Z niewiadomych przyczyn bramkarz zdecydował się nosić na koszulce numer "44", tak jak w sezonie 2015/16, kiedy to po wyleczeniu kontuzji kolana miał za sobą udaną resztę sezonu. Jego słabsza forma, oraz błędy przeciwko Manchesterowi United, Newcastle, czy Brighton, spowodowały dużą stratę punktów przez Southampton, w pierwszych miesiącach sezonu. Mimo wszystko menedżer Mauricio Pellegrino bronił Forstera, twierdząc, że: "Jest naprawdę dobrym bramkarzem", oraz dodał: "Pozycja bramkarza jest zawsze widoczna tylko w takich sytuacjach, ale nikt nie pamięta dobrych interwencji". 29 listopada w meczu z Manchesterem City wystąpił po raz setny w ligowym spotkaniu w barwach Southampton, gdzie popisał się bardzo dobrymi interwencjami, broniąc strzały zza pola karnego, oraz kilka uderzeń w obrębie szesnastki. 26 grudnia po raz pierwszy w ligowym spotkaniu aż pięciokrotnie wyjmował piłkę z siatki, przeciwko Tottenhamowi, który wygrał ten mecz stosunkiem 5:2. Cztery dni później w wyjazdowym zmaganiu z Manchesterem United, piłkarz zasiadł na ławce rezerwowych, kończąc tym samym serię 76 gier ligowych jako podstawowy golkiper zespołu. 4 maja 2019 roku po ponad rocznej przerwie wystąpił w meczu Premier League przeciwko West Hamowi.

### Powrót do Celtiku
23 sierpnia 2019 roku na zasadzie wypożyczenia z opcją wykupu Forster wrócił do swojego byłego klubu - Celtiku. Dwa dni później wystąpił w wygranym meczu 3:1 przeciwko Hearts. W 81 minucie spotkania obronił rzut karny wykonywany przez Conora Washingtona, jednak piłka wylądowała pod nogami napastnika, który przy dobitce już się nie pomylił. 14 września podczas spotkania wyjazdowego z Hamilton (zwycięskim 1:0), Forster wystąpił po raz dwusetny w barwach Celtiku. 24 października w meczu przeciwko SS Lazio, rozgrywanym w ramach fazy grupowej Ligi Europy, Forster zanotował dwie fenomenalne interwencje po strzałach Marco Parolo, oraz Danilo Cataldiego, który uderzył piłkę z woleja w 95 minucie meczu, zmierzającą prosto w okienko bramki. Tym samym Celtic zwyciężył 2:1 i umocnił się na pozycji lidera grupy E. Przez wielu kibiców i dziennikarzy, a także przez niektóre gazety został wybrany zawodnikiem meczu.
8 grudnia wystąpił w finale Pucharu Ligi Szkockiej rozgrywanego na Hampden Park. Forster odegrał kluczową rolę w tym meczu, broniąc kilka stuprocentowych sytuacji. W 64 minucie obronił rzut karny wykonywany przez Alfredo Morelosa. Celtik zwyciężył 1:0, a anglik został wybrany graczem meczu. Menedżer Neil Lennon skomentował występ Forstera mówiąc: "Dawno nie widziałem takiego występu bramkarza, jak dzisiaj ze strony Frasera. Dokonał niesamowitych rzeczy, kilka jego interwencji było klasy światowej".

## Kariera reprezentacyjna
4 października 2012 roku selekcjoner reprezentacji Anglii Roy Hodgson powołał Forstera na mecze eliminacyjne Mistrzostw Świata 2014 z Polską i San Marino. 27 sierpnia 2013 roku Forster był czwartym bramkarzem drużyny angielskiej, w związku z powołaniem Johna Ruddyego, który to walczył o miejsce w bramce z Joe Hartem.
15 listopada 2013 roku zadebiutował w barwach narodowych w towarzyskim spotkaniu przeciwko Chile. W dniu 18 listopada 2014 roku zagrał po raz trzeci w kadrze przeciwko Szkocji na Celtic Park w Glasgow.
12 maja 2014 roku znalazł się w szerokim składzie Anglii na Mistrzostwa Świata 2014 w Brazylii. Na turnieju nie zagrał choćby jednej minuty, a "Synowie Albionu" odpadli w fazie grupowej, co było wielką niespodzianką.
31 maja 2016 roku Forster został powołany do 23-osobowej kadry na Mistrzostwa Europy 2016 we Francji.
Selekcjoner Gareth Southgate pominął Forstera przy ustalaniu składu na mecze kwalifikacyjne we wrześniu 2017 roku do Mistrzostw Świata 2018. W październiku za sprawą dobrej dyspozycji w rozgrywkach ligowych został wzięty pod uwagę i powołany na spotkania ze Słowenią i Litwą.
W obydwu starciach Anglicy wygrali takim samym stosunkiem 1:0 i awansowali na Mundial w Rosji, jednak Forster nie zagrał w żadnym z tych meczów – swoją szansę w starciu z Litwą dostał Jack Butland, a kilka dni wcześniej ze Słowenią dostępu do bramki strzegł podstawowy golkiper Joe Hart. W grudniu 2017 roku stracił miejsce w podstawowym składzie Southampton i nie zagrał do końca sezonu, co spowodowało, że nie został wzięty pod uwagę przy wyborze kadry na Mundial.

## Styl gry
Fraser Forster pomimo dużej budowy ciała i wzrostu jest bardzo zwinny. Ian Brown, który był jego trenerem powiedział, że jest niesamowicie gibki i potrafi bardzo szybko przygotować się do obrony strzału. W niektórych sytuacjach zawodnicy drużyny przeciwnej zbliżając się do niego wydają się być strasznie mali, a on swoim wzrostem i budową staje się bardzo duży. Forster był jednak krytykowany na początku kariery w Celticu za brak zaufania i małą umiejętność dowodzenia linią obrony. Wydawał się bardzo niepewny kiedy miał piłkę pod nogami. Z czasem jednak dojrzał i znacznie poprawił się w tym elemencie gry. Nabrał doświadczenia i pewności siebie. Forster w swojej karierze rozegrał bardzo dużo meczów w których nie musiał interweniować, ale gdy zaszła taka potrzeba radził sobie doskonale w trudnych sytuacjach, pomagając drużynie odnosić zwycięstwa. Jego mocną stroną jest także gra na przedpolu, gdyż zasięg ramion pozwala bez problemu chwycić znajdującą się w powietrzu piłkę. Z drugiej zaś strony fantastycznie radzi sobie z uderzeniami po ziemi, oraz w sytuacjach "sam na sam".

## Statystyki kariery

### Występy klubowe
| Klub                            | Sezon              | Liga                    | Liga  | Liga | Puchary krajowe | Puchary krajowe | Puchar Ligi | Puchar Ligi | Pozostałe | Pozostałe | Razem | Razem |
| Klub                            | Sezon              | Liga                    | Mecze | Gole | Mecze           | Gole            | Mecze       | Gole        | Mecze     | Gole      | Mecze | Gole  |
| ------------------------------- | ------------------ | ----------------------- | ----- | ---- | --------------- | --------------- | ----------- | ----------- | --------- | --------- | ----- | ----- |
| Newcastle United                | 2006–07            | Premier League          | 0     | 0    | 0               | 0               | 0           | 0           | 0         | 0         | 0     | 0     |
| Newcastle United                | 2007–08            | Premier League          | 0     | 0    | 0               | 0               | 0           | 0           | —         | —         | 0     | 0     |
| Newcastle United                | 2008–09            | Premier League          | 0     | 0    | 0               | 0               | 0           | 0           | —         | —         | 0     | 0     |
| Newcastle United                | 2009–10            | Championship            | —     | —    | —               | —               | 0           | 0           | —         | —         | 0     | 0     |
| Newcastle United                | 2010–11            | Premier League          | 0     | 0    | —               | —               | —           | —           | —         | —         | 0     | 0     |
| Newcastle United                | 2011–12            | Premier League          | 0     | 0    | —               | —               | —           | —           | —         | —         | 0     | 0     |
| Newcastle United                | Razem              | Razem                   | 0     | 0    | 0               | 0               | 0           | 0           | 0         | 0         | 0     | 0     |
| Stockport County (wypożyczenie) | 2008–09            | League One              | 6     | 0    | —               | —               | —           | —           | 1         | 0         | 7     | 0     |
| Bristol Rovers (wypożyczenie)   | 2009–10            | League One              | 4     | 0    | —               | —               | —           | —           | —         | —         | 4     | 0     |
| Norwich City (wypożyczenie)     | 2009–10            | League One              | 38    | 0    | 1               | 0               | —           | —           | 3         | 0         | 42    | 0     |
| Celtic F.C. (wypożyczenie)      | 2010–11            | Scottish Premier League | 36    | 0    | 4               | 0               | 4           | 0           | —         | —         | 44    | 0     |
| Celtic F.C. (wypożyczenie)      | 2011–12            | Scottish Premier League | 33    | 0    | 3               | 0               | 4           | 0           | 7         | 0         | 47    | 0     |
| Celtic                          | 2012–13            | Scottish Premier League | 34    | 0    | 4               | 0               | 1           | 0           | 12        | 0         | 51    | 0     |
| Celtic                          | 2013–14            | Scottish Premiership    | 37    | 0    | 2               | 0               | 0           | 0           | 12        | 0         | 51    | 0     |
| Celtic                          | 2014–15            | Scottish Premiership    | —     | —    | —               | —               | —           | —           | 4         | 0         | 4     | 0     |
| Celtic                          | Razem              | Razem                   | 140   | 0    | 13              | 0               | 9           | 0           | 35        | 0         | 197   | 0     |
| Southampton                     | 2014–15            | Premier League          | 30    | 0    | 3               | 0               | 4           | 0           | —         | —         | 37    | 0     |
| Southampton                     | 2015–16            | Premier League          | 18    | 0    | 0               | 0               | 0           | 0           | 0         | 0         | 18    | 0     |
| Southampton                     | 2016–17            | Premier League          | 38    | 0    | 0               | 0               | 4           | 0           | 6         | 0         | 48    | 0     |
| Southampton                     | 2017–18            | Premier League          | 20    | 0    | 0               | 0               | 1           | 0           | —         | —         | 20    | 0     |
| Southampton                     | 2018-19            | Premier League          | 1     | 0    | 0               | 0               | 1           | 0           | —         | —         | 1     | 0     |
| Southampton                     | Razem              | Razem                   | 107   | 0    | 3               | 0               | 9           | 0           | 6         | 0         | 124   | 0     |
| Łącznie w karierze              | Łącznie w karierze | Łącznie w karierze      | 294   | 0    | 17              | 0               | 18          | 0           | 45        | 0         | 374   | 0     |

Źródło: Transfermarkt

### Występy w reprezentacji
| Reprezentacja | Rok     | Mecze | Gole |
| ------------- | ------- | ----- | ---- |
| Anglia        | 2013    | 1     | 0    |
| Anglia        | 2014    | 2     | 0    |
| Anglia        | 2016    | 3     | 0    |
| Łącznie       | Łącznie | 6     | 0    |

## Sukcesy

### Norwich
- Mistrzostwo League One: 2009/2010

### Celtic
- Mistrzostwo Szkocji (3x): 2011/2012[132], 2012/2013[133], 2013/2014, 2019/2020
- Puchar Szkocji (2x): 2010/2011, 2012/2013[134]
- Finalista Pucharu Ligi Szkockiej (2x): 2010/2011, 2011/2012
- Puchar Ligi Szkockiej: 2019/2020

### Southampton
- Finalista Pucharu Ligi Angielskiej (1x): 2017

### Indywidualne
- Piłkarz sezonu w Norwich City: 2009/2010
- Piłkarz sezonu w Celticu: 2012/2013[135], 2013/2014[136]
- Drużyna kolejki Champions League: 2012/2013 (kolejka 3 i 4)[137], 2013/2014 (kolejka 3)
- Złote rękawice League One: 2009/2010
- Obrona sezonu w Scottish Premiership: 2012/2013[138]
- Zawodnik miesiąca w lidze szkockiej: styczeń 2014
- Premier League Player of the Month: luty 2016[139]

### Rekordy
- Najwięcej liczba meczów bez wpuszczonej bramki dla Celticu – 13 meczów z rzędu
- Najwięcej czystych kont w Scottish Premiership: 2010/2011[137], 2011/2012[140], 2012/2013[141], 2013/2014[142]